# ATC kód B02
ATC kód B02 Antihemorrhagika je hlavní terapeutická skupina anatomické skupiny B. Krev a krvetvorné orgány.

## B02A Antifibrinolytika

### B02AA Ainokyseliny
B02AA02 Kyselina tranexámová
B02AA03 Kyselina aminomethylbenzoová

### B02AB Inhibitory proteáz
B02AB01 Aprotinin
B02AB02 alfa 1 antitrypsin

## B02B Vitamin K a jiná hemostatika

### B02BA Vitamin K
B02BA01 Fytomenadion

### B02BB Fibrinogen
B02BB01 Lidský fibrinogen

### B02BC Lokální hemostatika
B02BC Lokální hemostatika

### B02BD Koagulační faktory
B02BD01 Kombinace koagulačních faktorů IX,II,VII a X
B02BD02 Koagulační faktor VIII
B02BD03 Aktivita obcházející inhibitor faktoru VIII
B02BD04 Koagulační faktor IX
B02BD05 Koagulační faktor VII
B02BD08 Eptakog alfa

### B02BX Jiná systémová hemostatika
B02BX01 Etamsylat

## Poznámka
- Registrované léčivé přípravky na území České republiky.
- Informační zdroj: Státní ústav pro kontrolu léčiv, Všeobecná zdravotní pojišťovna.